# Flugplatz ʿAbs

i7
i11
i13
Der Flugplatz ʿAbs (arabisch مطار عبس, DMG Maṭār ʿAbs, IATA-Code: EAB, ICAO-Code: OYAB) ist ein Flugplatz im Nordwesten des Jemen; er liegt 2 Kilometer nordwestlich der Stadt ʿAbs im Gouvernement Haddscha und gehörte bis zur Wiedervereinigung im Jahr 1990 zum Nordjemen. Die Start- und Landebahn ist nicht befestigt; es existiert kein Terminalgebäude.

## Geschichte
Am 11. Januar 2024 bombardierte die Royal Air Force Stellungen der Huthi in der Nähe des Flugplatzes. Dies war eine Antwort auf die Angriffe auf Handelsschiffe im Roten Meer.